# Metopobactrus ascitus
Metopobactrus ascitus là một loài nhện trong họ Linyphiidae.
Loài này thuộc chi Metopobactrus. Metopobactrus ascitus được Wladislaus Kulczynski miêu tả năm 1894.